# Scottish Invitation Singles
Das Scottish Invitation Singles war ein Einladungsturnier im Badminton in Schottland. Es wurde in den Jahren von 1974 bis 2002 für die schottischen Spitzenspieler ausgetragen. Es fanden nur die Wettbewerbe im Herreneinzel und im Dameneinzel statt. Im Herreneinzel wurde um die Duncan Trophy gespielt, im Dameneinzel um die Maureen Hume Salver.

## Sieger
| Saison | Herreneinzel                  | Dameneinzel                  |
| ------ | ----------------------------- | ---------------------------- |
| 1974   | Robert McCoig (Essex)         | Anne Johnstone (Whitburn)    |
| 1975   | George Forbes (Greenock)      | Anne Johnstone (Whitburn)    |
| 1976   | Gordon Hamilton (Edinburgh)   | Joanna Flockhart (Newmills)  |
| 1977   | Tony Dawson (Aberdeen)        | Anne Johnstone (Whitburn)    |
| 1978   | Dan Travers (Perth)           | Joanna Flockhart (Newmills)  |
| 1979   | Charlie Gallagher (Perth)     | Joanna Flockhart (Newmills)  |
| 1980   | Billy Gilliland (Greenock)    | Pamela Hamilton (Surrey)     |
| 1982   | Gordon Hamilton (Edinburgh)   | Pamela Hamilton (Surrey)     |
| 1983   | Dan Travers (Perth)           | Pamela Hamilton (Surrey)     |
| 1984   | Dan Travers (Perth)           | Jennifer Allen (Edinburgh)   |
| 1984   | Alex White (Kilmarnock)       | Pamela Hamilton (Surrey)     |
| 1985   | Dan Travers (Perth)           | Pamela Hamilton (Surrey)     |
| 1986   | Anthony Gallagher (Perth)     | Jennifer Allen (Edinburgh)   |
| 1987   | Alex White (Kilmarnock)       | Aileen Travers (Perth)       |
| 1988   | Kenny Middlemiss (Edinburgh)  | Anne Gibson (Dumfries)       |
| 1989   | Kenny Middlemiss (Edinburgh)  | Anne Gibson (Dumfries)       |
| 1990   | Kevin Scott (Guildford)       | Gillian Martin (Barnt Green) |
| 1991   | Kenny Middlemiss (Edinburgh)  | Gillian Martin (Barnt Green) |
| 1992   | Jim Mailer (Stirling)         | Elinor Allen (Edinburgh)     |
| 1993   | David Gilmour (Hamilton)      | Jennifer Allen (Edinburgh)   |
| 1994   | Bruce Flockhart (Dunfermline) | Gillian Martin (Barnt Green) |
| 1995   | Jim Mailer (Stirling)         | Anne Gibson (Marlow)         |
| 1996   | Jim Mailer (Stirling)         | Gillian Martin (Brookfield)  |
| 1997   | Bruce Flockhart (Dunfermline) | Gillian Martin (Brookfield)  |
| 1998   | Bruce Flockhart (Dunfermline) | Gillian Martin (Brookfield)  |
| 1999   | Craig Robertson (Fauldhouse)  | Fiona Sneddon (Lochgelly)    |
| 2000   | Bruce Flockhart (Kelty)       | Yuan Wemyss (Dumfries)       |
| 2001   | Bruce Flockhart (Kelty)       | Yuan Wemyss (Dumfries)       |
| 2002   | Craig Robertson (Paisley)     | Susan Hughes (Newton Mearns) |